# Diecéze Terst
Diecéze Terst (latinsky Dioecesis Tergestina) je římskokatolická diecéze v italské oblasti Furlansko-Julské Benátsko, která tvoří součást Církevní oblasti Triveneto. Je sufragánní vůči arcidiecézi goricijské.

## Stručná historie
Diecéze v Terstu je doložena v polovině 6. století. Původně byla sufragánní vůči aquilejskému patriarchátu, ale ještě v 6. stleltí se stala sufragánní vůči patriarchátu v Gradu. Od roku 948 do 13. století měli biskupové i světskou pravomoc nad městem. V roce 1180 se dicéze znovu stala sufragánní vůči aquilejskému patriarchátu a po jeho zrušení v roce 1751 byla začleněna do provincie goricijské. V letech 1788–1791 byla diecéze zrušena, po obnovení přičleněna k arcidiecézi lublaňské. Roku 1807 byla bezprostředně podřízena Svatému Stolci, roku 1828 spojena s diecézí koperskou a v roce 1830 zvnovu podřízena arcidiecézi goricijské. V roce 1977 byly diecéze koperská a terstská znovu rozděleny a jejich hranice srovnány se státními hranicemi.